# Live in Hyde Park
Live in Hyde Park – pierwszy album koncertowy grupy Red Hot Chili Peppers, wydany 26 lipca 2004 przez Warner Bros. Materiał na płytę nagrano w ciągu trzech dni w londyńskim Hyde Parku, w dniach 19, 20 i 25 czerwca 2004, w samym środku europejskiej trasy koncertowej.
Pojawiły się tu utwory jedynie z trzech albumów studyjnych grupy – Blood Sugar Sex Magik, Californication i By the Way. Najwięcej, bo aż dziewięć z Californication, sześć z By the Way, a tylko dwa z Blood Sugar Sex Magik. Od momentu pojawienia się tego wydawnictwa, utwory z „By the Way” zaczęły odgrywać coraz mniejszą rolę na koncertach zespołu, właśnie z powodu ich pojawiania się na albumach live.
Na albumie nie pojawił się żaden utwór wydany na płytach sprzed Blood Sugar Sex Magik. Ujawniono, że gitarzysta John Frusciante nie lubi swojej gry z albumu Mother’s Milk i to dlatego utwory z tej płyty są rzadko grywane. Natomiast nieobecność kawałków z płyty The Uplift Mofo Party Plan można chyba wytłumaczyć ilością nowego materiału, jakim dysponuje Red Hot Chili Peppers podczas występów na żywo.
Powszechnie wiadomo, że Frusciante, podobnie jak pozostali członkowie zespołu, nie przepadają za muzyką grupy nagraną w czasach obecności w nim innego gitarzysty – Dave’a Navarro (w latach 1994-1997) – jako że nie podoba mu się jego styl grania na gitarze. To dlatego żaden z utworów z „One Hot Minute” nie był grany na żywo od odejścia Navarro (z wyjątkiem piosenki Pea, którą gra i śpiewa sam Flea).
Sprzedano już ponad 2,5 miliona egzemplarzy „Live in Hyde Park”.

## Lista utworów
Dysk 1
1. „Intro” – 3:55
2. „Can’t Stop” – 5:13
3. „Around the World” – 4:12
4. „Scar Tissue” – 4:08
5. „By the Way” – 5:20
6. „Fortune Faded” – 3:28
7. „I Feel Love” (Donna Summer cover) – 1:28
8. „Otherside” – 4:34
9. „Easily” – 5:00
10. „Universally Speaking” – 4:16
11. „Get On Top” – 4:06
12. „Brandy” (cover Looking Glass) – 3:34
13. „Don't Forget Me” – 5:22
14. „Rolling Sly Stone” – 5:06

Dysk 2
1. „Throw Away Your Television” – 7:30
2. „Leverage of Space” – 3:29
3. „Purple Stain” – 4:16
4. „The Zephyr Song” – 7:04drum
5. „Californication” – 5:26
6. „Right on Time” – 3:54
7. „Parallel Universe” – 5:37
8. „Drum Homage Medley”: – 1:29
  - „Rock and Roll”
  - „Good Times Bad Times”
  - „Sunday Bloody Sunday”
  - „We Will Rock You”
9. „Under the Bridge” – 4:54
10. „Black Cross” (cover 45 Grave) – 3:30
11. „Flea’s Trumpet Treated by John” – 3:28
12. „Give It Away” – 13:17